# Altstädter Kirchhof 3

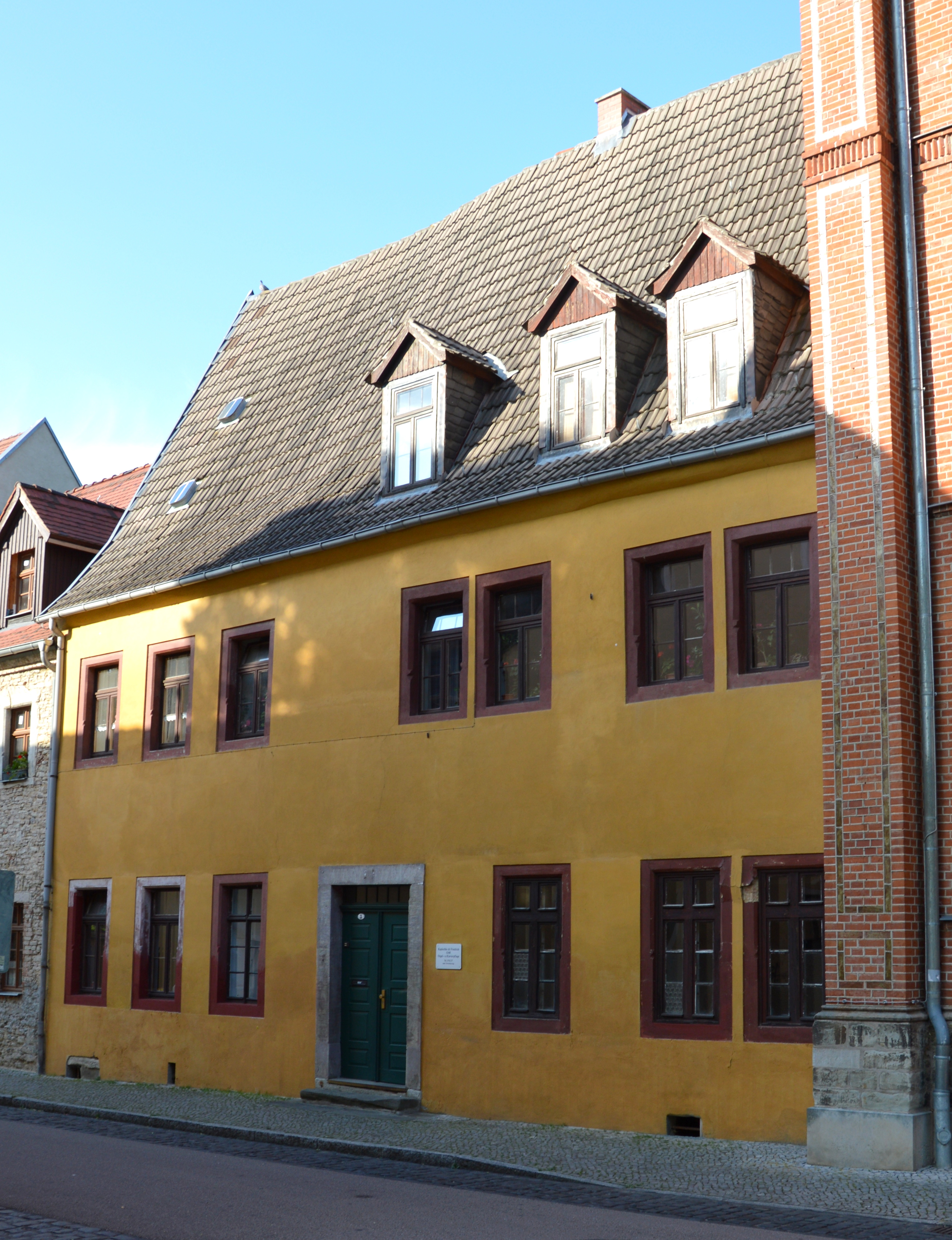
Altstädter Kirchhof 3

Das Gebäude Altstädter Kirchhof 3 ist ein denkmalgeschütztes Wohnhaus in Bernburg in Sachsen-Anhalt.

## Lage
Es befindet sich in der Bernburger Talstadt auf der Ostseite der Straße Altstädter Kirchhof. Nördlich grenzt das gleichfalls denkmalgeschützte Haus Altstädter Kirchhof 4, südlich die Grundschule „Adolph Diesterweg“ an.

## Architektur und Geschichte
Das zweigeschossige aus Bruchsteinen errichtete Gebäude entstand in der ersten Hälfte des 18. Jahrhunderts. Das Erscheinungsbild des verputzten traufständigen Gebäudes ist in besonderem Maße von dem steil aufragenden Satteldach geprägt. Das Eingangsportal ist mittig angeordnet. Hofseitig besteht ein zweigeschossiger Flügel.
Im Denkmalverzeichnis für die Stadt Bernburg ist das Wohnhaus unter der Erfassungsnummer 094 60533 als Baudenkmal eingetragen.